# Potríes (kommunhuvudort)
Potríes är en kommunhuvudort i Spanien.   Den ligger i provinsen Província de València och regionen Valencia, i den östra delen av landet, 300 km sydost om huvudstaden Madrid. Potríes ligger 63 meter över havet och antalet invånare är 909.
Terrängen runt Potríes är kuperad åt sydväst, men åt nordost är den platt.Runt Potríes är det ganska tätbefolkat, med 166 invånare per kvadratkilometer. Närmaste större samhälle är Gandia, 5,7 km norr om Potríes. 